# Hijacking (film)
Pour plus de détails, voir Fiche technique et Distribution.
Hijacking (Kapringen) est un thriller danois écrit et réalisé par Tobias Lindholm et sorti en 2012.

## Synopsis
L'équipage d'un cargo danois est pris en otage par des pirates somaliens.

## Fiche technique
- Titre : Hijacking
- Titre original : Kapringen
- Réalisation : Tobias Lindholm
- Scénario : Tobias Lindholm, d'après des faits réels
- Direction artistique : Thomas Greve
- Décors :
- Costumes : Louise Hauberg
- Photographie : Magnus Nordenhof Jønck
- Son : Morten Green
- Montage : Adam Nielsen
- Musique : Hildur Guðnadóttir
- Production : Rene Ezra et Tomas Radoor
- Sociétés de production : Nordisk Film
- Société(s) de distribution : Nordisk Film, Ad Vitam
- Pays d’origine :  Danemark
- Langues originales : danois, anglais, somali
- Format : couleurs - Dolby Digital
- Genre : thriller, drame
- Durée : 103 minutes
- Dates de sortie :
  - Italie : 3 septembre 2012 (Mostra de Venise)
  - Canada : 10 septembre 2012 (Festival de Toronto)
  - Danemark : 20 septembre 2012
  - France : 19 novembre 2012 (Festival des Arcs) ; 10 juillet 2013 (sortie nationale)

## Distribution
- Søren Malling : Peter C. Ludvigsen, le PDG
- Pilou Asbæk : Mikkel Hartmann, le cuisinier du « M.V. Rozen »
- Gary Skjoldmose Porter : Connor Julian, le professionnel des négociations
- Dar Salim : Lars Vestergaard, l'adjoint du PDG
- Abdihakin Asgar : Omar, le négociateur côté pirates
- Roland Møller : Jan Sørensen, ingénieur sur le « Rozen »
- Linda Laursen : Anette Ludvigsen, la femme du PDG
- Ole Dupont : Skibsreder
- Amalie Ihle Alstrup : Maria Hartmann, la femme de Mikkel
- Amalie Vulff Andersen : Kamilla Hartmann, la fille de Mikkel

## Accueil
- Science et Vie Junior : « Un excellent thriller psychologique… inspiré de faits réels »[1].

## Distinctions

### Récompenses
- Festival international du film de Thessalonique 2012 : Alexandre d'or et Prix FIPRESCI
- Robert du meilleur film danois et Robert du meilleur acteur pour Søren Malling
- Bodil Awards 2013 :  meilleur film
- Festival 2 cinéma de Valenciennes 2013 : Grand prix

### Nominations
- Festival du film de Sydney 2013 : sélection « Features »